# Bertram Glacier
Bertram Glacier är en glaciär i Antarktis. Den ligger i Västantarktis. Argentina, Chile och Storbritannien gör anspråk på området. Bertram Glacier ligger 499 meter över havet.
Terrängen runt Bertram Glacier är platt åt nordost, men åt sydväst är den kuperad. Trakten är obefolkad. Det finns inga samhällen i närheten.